# Kajsa Bergqvist
Kajsa Margareta Bergqvist, švedska atletinja, * 12. oktober 1976, Sollentuna, Stockholm, Švedska. 
Kajsa Bergqvist je nastopila na poletnih olimpijskih igrah v letih 1996 v Atlanti in 2000 v Sydneyju. Na igrah leta 2000 je osvojila bronasto medaljo v skoku v višino. Na svetovnih prvenstvih je osvojila naslov prvakinje leta 2005 ter bronasti medalji v letih 2001 in Pariz 2003, na evropskih prvenstvih naslov prvakinje leta 2002 in bronasto medaljo leta 2006, na svetovnih dvoranskih prvenstvih naslova prvakinje v letih 2001 in 2003, na evropskih dvoranskih prvenstvih pa naslov prvakinje leta 2000 in podprvakinje leta 2002. Njen osebni rekord na prostem je preskočena višina 2,06 m iz leta 2003, ki je tudi švedski rekord, z 2,08 m iz leta 2006 pa je svetovna dvoranska rekorderka.